# Paysage avec Pâris et Œnone
Paysage avec Pâris et Œnone – ou Le Gué – est un tableau réalisé en 1648 par le peintre lorrain Claude Gellée. De format horizontal, cette huile sur toile est un paysage se doublant d'une peinture mythologique. Elle représente le fleuve Xanthe traversé par un troupeau de vaches, alors que sur ses bords Œnone désigne à Pâris le serment d'amour qu'il a gravé sur le tronc d'un arbre. Commandée par Roger du Plessis-Liancourt, l'œuvre est conservée avec son pendant, Ulysse remet Chryséis à son père, au musée du Louvre, à Paris, en France.

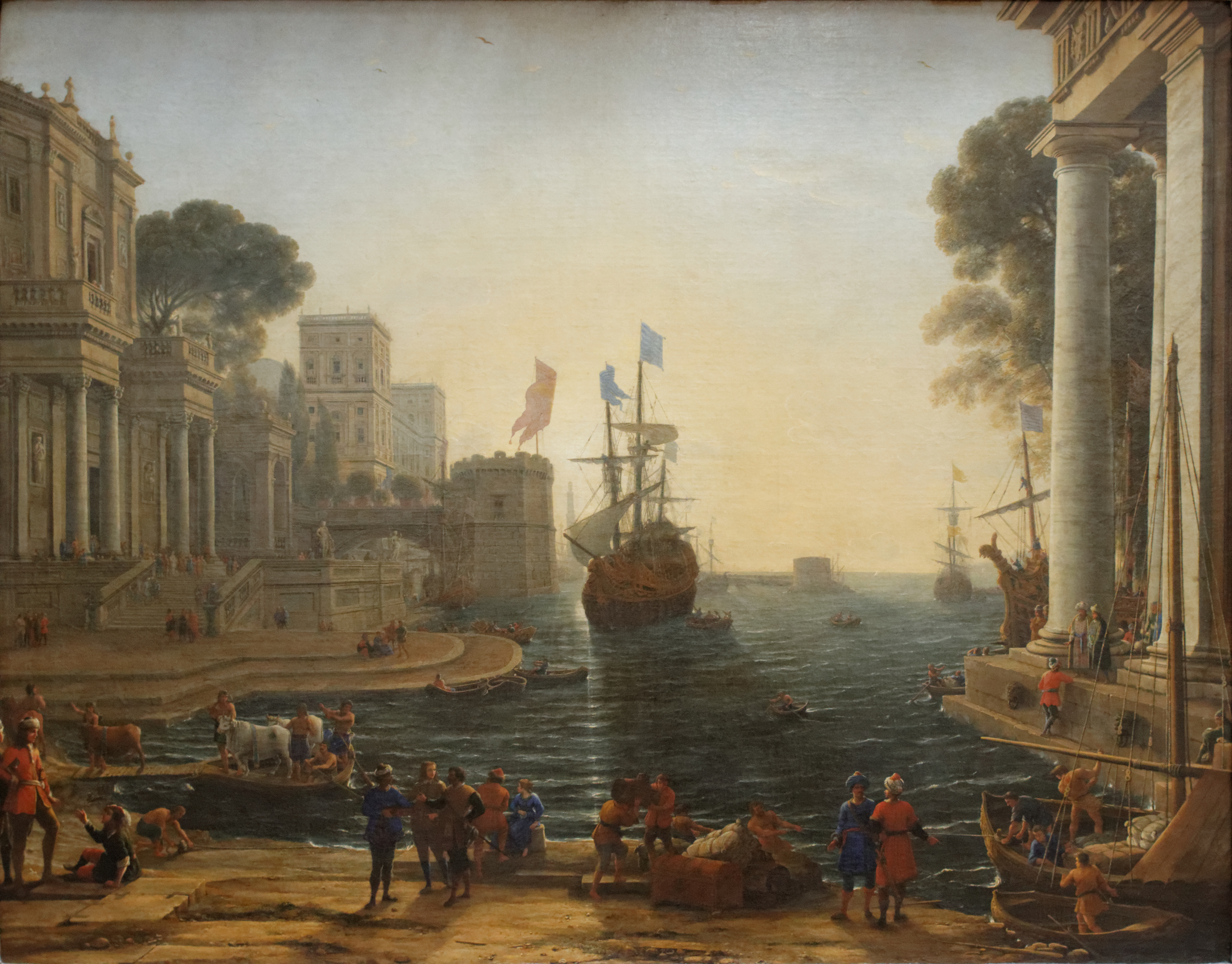
Ulysse remet Chryséis à son père, vers 1644 – Musée du Louvre, Paris.